# 宮道りん
宮道 りん（みやじ　りん、2000年7月8日 - ）は、日本の女子レスリング選手。愛媛県出身。階級は68kg級。身長171cm。

## 来歴
小学生の時からレスリングの全国大会で何度も上位入賞を果たしていた。日吉中学3年の時にジュニアクイーンズカップ中学の部と全国中学生選手権62㎏級で優勝した。今治工業高校1年の時にはインターハイ70㎏級で3位だったが、全日本女子オープン選手権（高校生の部）で優勝した。2年の時にアジアカデット選手権で優勝するも、インターハイでは2位だった。全日本選手権の72㎏級では3位になった。3年の時にはインターハイ68㎏級で優勝した。2019年に日体大へ進学すると、1年の時にはアジアジュニア選手権で2位だったが、全日本学生選手権の65㎏級で優勝した。東京オリンピックテスト大会と全日本選手権の68㎏級では3位だった。2年の時には全日本選手権に62㎏級で出場するも3位だった。3年の時には全日本選抜選手権で優勝した。世界選手権では準決勝で東京オリンピック金メダリストであるアメリカのタミラマリアナ・ストックメンサにフォール勝ちするも、決勝では東京オリンピック銅メダリストであるキルギスタンのメーリム・ジュマナザロワにフォール負けを喫して2位だった。4年の時には全日本選抜選手権で3位にとどまり、世界選手権代表を逃した。

## 主な戦績
62㎏級での戦績
- 2015年 -　ジュニアクイーンズカップ 中学の部　優勝
- 2015年 -　全国中学生選手権　優勝
- 2016年 -　クリッパン女子国際大会 カデットの部　2位（65㎏級）

70㎏級での戦績
- 2016年 -　インターハイ　3位
- 2016年 -　全日本女子オープン選手権（高校生の部）　優勝
- 2017年 -　アジアカデット選手権　優勝
- 2017年 -　インターハイ　2位
- 2017年 -　全日本選手権　3位（72㎏級）

68㎏級での戦績
- 2018年 -　インターハイ　優勝
- 2019年 -　アジアジュニア選手権　2位
- 2019年 -　全日本学生選手権　優勝（65㎏級）
- 2019年 -　東京オリンピックテスト大会　3位
- 2019年 -　全日本女子オープン選手権（シニアの部）　優勝
- 2019年 -　全日本選手権　3位
- 2020年 -　ヤリギン国際大会　2位
- 2020年 -　全日本選手権　3位（62㎏級）
- 2021年 -　全日本選抜選手権　優勝
- 2021年 -　世界選手権　2位
- 2022年 -　全日本選抜選手権　3位
- 2022年 - 全日本学生選手権　優勝
- 2022年 -　全日本選手権　3位
- 2024年 -　全日本選抜選手権　2位

（出典）